# Hespérides (A-33)
El Vaixell de Recerca Oceanogràfica Hespérides (A-33) és un vaixell de recerca polar amb base en Cartagena, operat per la Unitat de Tecnologia Marina, organisme depenent del Consell Superior d'Investigacions Científiques (CSIC), que va ser finançat per la CICYT (Comissió Interministerial de Ciència i Tecnologia) que legalment és la seva propietària encara que l' Hespérides té tripulació militar i està donat d'alta en la Llista Oficial de Vaixells de l'Armada espanyola.

## El vaixell
Aquest vaixell va ser construït per suplir les deficiències del Las Palmas (A-52), un remolcador d'altura modificat i reforçat per recolzar a les bases antàrtiques Joan Carles I i Gabriel de Castilla, a més de complir degudament les labors de Vaixell de Recerca Oceanogràfica.
El B.I.O. Hespérides posseeix un buc fabricat en acer d'alta resistència, d'acord amb el Registre Lloyd 100 A1 Ice Class 1C, i un sistema de propulsió diesel-elèctric, amb capacitat per navegar durant períodes perllongats, permetent característiques d'alta potència per a propòsits trencaglaç, molt adequat per a gels d'estiu en l'Antàrtida.
En 2003-2004 va ser objecte d'una profunda renovació com a resultat de la seva revisió de "mitja vida", reforçant-se encara més el buc contra el gel, millorant-se tots els sistemes així com l'habitabilitat de la nau. El vaixell compta amb onze laboratoris degudament equipats, repartits en 345 m² i situats en les cobertes principal i inferior.
La recerca realitzada a bord del B.I.O. Hespérides està dirigida i al seu torn finançada pel Pla Nacional de R+D+I (Recerca, Desenvolupament i Innovació), mentre que la responsabilitat de la gestió científica del vaixell és labor del Ministeri de Ciència i Tecnologia, a través de la Comissió de Coordinació i Seguiment de les Activitats de Vaixells Oceanogràfics.

## Historial
L'agost del 2007, després de vint dies de treball, el Hespérides va portar 2,5 milions de mostres (trossos de gel, plàncton o bacteris) de l'oceà Àrtic recollides en la seva campanya àrtica, que van ser distribuïdes per al seu estudi a diferents centres de recerca d'Espanya a la Universitat de Barcelona i a l'IMEDEA (Institut Mediterrani d'Estudis Avançats), de Palma; els gels seran estudiats a Espanya, França i Estats Units.
Al febrer de 2009, va haver d'auxiliar en aigües de la Antàrtida al vaixell turístic amb bandera de Bahames Ocean Nova, amb 106 persones a bord que havia encallat.
A partir de desembre de 2010, va participar una ruta de 9 mesos de durada, en la qual realitzà una circumnavegació al costat del nou vaixell oceanogràfic Sarmiento de Gamboa, propietat del Ministeri de Ciència i Innovació (60%), Junta de Galícia (20%) i Consell Superior d'Investigacions Científiques (20%), en la qual es va investigar el canvi climàtic global dins de l'expedició Malaspina 2010; Aquesta expedició, va finalitzar el 14 de juliol de 2011, amb l'arribada del Hesperides a la seva base de Cartagena.
El 15 de desembre de 2011, va salpar de la seva base de Cartagena per iniciar la seva XVIII campanya àrtica, que es va donar per finalitzada el 2 de març de 2012, data en la qual va salpar des de l'Antàrtida amb rumb al port argentí d'Ushuaia. En el seu viatge de retorn a la seva base de Cartagena, el 29 de març de 2012, va realitzar sondejos batimètrics a l'àrea restringida del volcà submarí dEl Hierro, per actualitzar les dades del relleu després de l'erupció del volcà. Arribà a la seva base a Cartagena el 3 d'abril de 2012.
El 13 de setembre de 2012, va salpar des de la seva base en l'arsenal de Cartagena per començar la seva XIX campanya antàrtica.
Entre novembre de 2013 i abril de 2014, va romandre durant sis mesos en reparacions i manteniment en les instal·lacions de Navantia en l'arsenal de Cartagena, per incorporar-se fins al 6 de juny a la campanya "Zona Econòmica Exclusiva Espanyola" 2014 en el mar Cantàbric.

### XXX Campanya Antàrtica Espanyola (2016-2017)
Aquesta campanya té una dotació de 60 homes i dones, sota el comandament del Capità de Fragata Aurelio Fernández Dapena i capacitat per allotjar fins a 37 científics i tècnics. Amb un pressupost de 7 milions d'euros per finançar 13 dels 17 projectes de recerca que es desenvoluparan durant la campanya i per cobrir les despeses dels vaixells Hespérides i Sarmiento de Gamboa i de les bases antàrtiques espanyoles (BAE) (Gabriel de Castilla i Joan Carles I).
El vaixell traslladarà als diferents grups a les zones australs, donarà suport a les bases i serà la plataforma des de la qual es desenvolupin diversos projectes científics en aigües de l'Antàrtida i de l'Atlàntic Sud. 

En la Campanya Antàrtica Espanyola 2016-2017 es desenvoluparan 17 projectes de recerca, entre uns altres: 
- Projecte permasnow: Caracterització de la coberta nival i els seus efectes en l'evolució tèrmica de sòls congelats a l'Illa Livingston i Illa Decepció (l'Antàrtida).
- El Projecte ALIENANT participarà en la propera Campanya Antàrtica Espanyola mostrejant espècies no natives en ecosistemes terrestres antàrtics.
- Estructura, dinàmica i balanç de massa de les glaceres d'Illa Livingston.
- Observatori remot automatitzat com a monitor de l'activitat geomagnètica i ionosfèrica per a estudis geofísics i aplicacions tecnològiques.
- Meteorologia Antàrtica.
- Bases mecanístiques per a la compensació entre fotosíntesi i tolerància a l'estrès.
- Constel·lació de satèl·lits Galileu.
- Manteniment de sèries temporals geodèsiques, geotèrmiques i oceanogràfiques a les illes Decepció i Livingston.